# Marisa Lavanchy
Marisa Lavanchy (Cully, 4 gennaio 1990) è un'ex velocista svizzera.

## Biografia
Nativa del comune svizzero di Cully, inizia a praticare l'atletica leggera sin da giovane età.
A livello internazionale si segnala nel 2009, come finalista nella staffetta 4×100 metri agli europei juniores di Novi Sad.
Si laurea campionessa svizzera nello sprint nel 2012.
Il 12 luglio 2014, in un meeting a Bulle, stabilisce un nuovo primato personale nei 100 metri piani in 11"42.
Agli europei a squadre di Čeboksary 2015 non riesce a brillare in alcuna gara individuale, consolandosi comunque con un terzo posto nella staffetta 4×100 m (44"07 assieme alle compagne Léa Sprunger, Joëlle Golay e Sarah Atcho) dietro a Paesi Bassi e Grecia.
Conclude la sua carriera sportiva il 1º settembre 2016 all'età di ventisei anni, al termine del Weltklasse Zürich.

## Progressione

### 100 metri piani
| Stagione | Tempo | Luogo   | Data      | Rank. Mond. |
| -------- | ----- | ------- | --------- | ----------- |
| 2016     | 11"71 | Thun    | 22-6-2016 |             |
| 2015     | 11"49 | Nottwil | 27-6-2015 |             |
| 2014     | 11"47 | Bulle   | 12-7-2014 |             |
| 2013     | 11"53 | Nottwil | 30-6-2013 |             |
| 2012     | 11"81 | Lucerna | 17-7-2012 |             |

### 200 metri piani
| Stagione | Tempo | Luogo | Data     | Rank. Mond. |
| -------- | ----- | ----- | -------- | ----------- |
| 2015     | 23"39 | Zugo  | 8-8-2015 |             |
| 2012     | 23"99 | Berna | 9-6-2012 |             |

## Palmarès
| Anno | Manifestazione           | Sede      | Evento      | Risultato | Prestazione | Note             |
| ---- | ------------------------ | --------- | ----------- | --------- | ----------- | ---------------- |
| 2008 | Mondiali juniores        | Bydgoszcz | 4×100 m     | 8ª        | 45"51       |                  |
| 2009 | Europei juniores         | Novi Sad  | 100 m piani | Batteria  | 12"22       |                  |
| 2009 | Europei juniores         | Novi Sad  | 200 m piani | Batteria  | 24"75       |                  |
| 2009 | Europei juniores         | Novi Sad  | 4×100 m     | 5ª        | 45"97       |                  |
| 2011 | Europei under 23         | Ostrava   | 4×100 m     | Batteria  | dnf         |                  |
| 2013 | Mondiali                 | Mosca     | 4×100 m     | Batteria  | 43"21       | Record nazionale |
| 2013 | Giochi della Francofonia | Nizza     | 100 m piani | 5ª        | 12"02       |                  |
| 2013 | Giochi della Francofonia | Nizza     | 4×100 m     | Argento   | 45"01       |                  |
| 2014 | World Relays             | Nassau    | 4×100 m     | 11ª       | 43"55       |                  |
| 2014 | Europei                  | Zurigo    | 100 m piani | Batteria  | 11"65       |                  |
| 2014 | Europei                  | Zurigo    | 4×100 m     | Finale    | dnf         |                  |
| 2015 | World Relays             | Nassau    | 4×100 m     | 8ª        | 43"74       |                  |
| 2015 | Mondiali                 | Pechino   | 4×100 m     | Batteria  | 43"38       |                  |
| 2016 | Europei                  | Amsterdam | 100 m piani | Batteria  | 11"89       |                  |